# 東経32度線
東経32度線（とうけい32どせん）は、本初子午線面から東へ32度の角度を成す経線である。北極点から北極海、ヨーロッパ、トルコ、アフリカ、インド洋、南極海、南極大陸を通過して南極点までを結ぶ。東経32度線は、西経148度線と共に大円を形成する。

## 通過する地域一覧
東経25度線は、北極点から南極点まで南に向かって以下の場所を通っている。
| 地理座標                                             | 国土・領土・領海 | 備考                                                      |
| ---------------------------------------------------- | ---------------- | --------------------------------------------------------- |
| 北緯90度0分 東経32度0分 / 北緯90.000度 東経32.000度  | 北極海           |                                                           |
| 北緯80度14分 東経32度0分 / 北緯80.233度 東経32.000度 | ノルウェー       | クヴィト島（スヴァールバル諸島）                          |
| 北緯80度4分 東経32度0分 / 北緯80.067度 東経32.000度  | バレンツ海       |                                                           |
| 北緯69度56分 東経32度0分 / 北緯69.933度 東経32.000度 | ロシア           | ラドガ湖を通過                                            |
| 北緯53度48分 東経32度0分 / 北緯53.800度 東経32.000度 | ベラルーシ       |                                                           |
| 北緯53度5分 東経32度0分 / 北緯53.083度 東経32.000度  | ロシア           |                                                           |
| 北緯52度1分 東経32度0分 / 北緯52.017度 東経32.000度  | ウクライナ       |                                                           |
| 北緯46度11分 東経32度0分 / 北緯46.183度 東経32.000度 | 黒海             |                                                           |
| 北緯41度33分 東経32度0分 / 北緯41.550度 東経32.000度 | トルコ           | 558km                                                     |
| 北緯36度22分 東経32度0分 / 北緯36.367度 東経32.000度 | 地中海           |                                                           |
| 北緯31度25分 東経32度0分 / 北緯31.417度 東経32.000度 | エジプト         |                                                           |
| 北緯22度0分 東経32度0分 / 北緯22.000度 東経32.000度  | スーダン         |                                                           |
| 北緯10度39分 東経32度0分 / 北緯10.650度 東経32.000度 | 南スーダン       |                                                           |
| 北緯3度35分 東経32度0分 / 北緯3.583度 東経32.000度   | ウガンダ         |                                                           |
| 南緯0度5分 東経32度0分 / 南緯0.083度 東経32.000度    | ビクトリア湖     |                                                           |
| 南緯0度15分 東経32度0分 / 南緯0.250度 東経32.000度   | ウガンダ         |                                                           |
| 南緯0度18分 東経32度0分 / 南緯0.300度 東経32.000度   | ビクトリア湖     |                                                           |
| 南緯2度15分 東経32度0分 / 南緯2.250度 東経32.000度   | タンザニア       |                                                           |
| 南緯9度4分 東経32度0分 / 南緯9.067度 東経32.000度    | ザンビア         |                                                           |
| 南緯14度24分 東経32度0分 / 南緯14.400度 東経32.000度 | モザンビーク     |                                                           |
| 南緯16度26分 東経32度0分 / 南緯16.433度 東経32.000度 | ジンバブエ       |                                                           |
| 南緯21度44分 東経32度0分 / 南緯21.733度 東経32.000度 | モザンビーク     |                                                           |
| 南緯24度22分 東経32度0分 / 南緯24.367度 東経32.000度 | 南アフリカ共和国 | ムプマランガ州                                            |
| 南緯25度25分 東経32度0分 / 南緯25.417度 東経32.000度 | モザンビーク     | 約11km                                                    |
| 南緯25度31分 東経32度0分 / 南緯25.517度 東経32.000度 | 南アフリカ共和国 | ムプマランガ州 - 約16km                                   |
| 南緯25度40分 東経32度0分 / 南緯25.667度 東経32.000度 | モザンビーク     |                                                           |
| 南緯25度59分 東経32度0分 / 南緯25.983度 東経32.000度 | エスワティニ     |                                                           |
| 南緯26度54分 東経32度0分 / 南緯26.900度 東経32.000度 | 南アフリカ共和国 | クワズール・ナタール州                                    |
| 南緯28度53分 東経32度0分 / 南緯28.883度 東経32.000度 | インド洋         |                                                           |
| 南緯60度0分 東経32度0分 / 南緯60.000度 東経32.000度  | 南極海           |                                                           |
| 南緯69度4分 東経32度0分 / 南緯69.067度 東経32.000度  | 南極大陸         | ドローニング・モード・ランド（ ノルウェーが領有権を主張） |